# Säikänsaaret
Säikänsaaret är en ö i Finland. Den ligger i sjön Vilpusjärvi och i kommunen Puolango i den ekonomiska regionen  Kehys-Kainuu  och landskapet Kajanaland, i den centrala delen av landet, 500 km norr om huvudstaden Helsingfors. Öns area är 1,9 hektar och dess största längd är 420 meter i nord-sydlig riktning.  Notera att namnet antyder att det är fråga om flera öar.